# Mesosa kuntzeni
Mesosa kuntzeni är en skalbaggsart som beskrevs av Masaki Matsushita 1933. Mesosa kuntzeni ingår i släktet Mesosa och familjen långhorningar.
Artens utbredningsområde är Taiwan. Inga underarter finns listade i Catalogue of Life.